# Hiroshi Ismael
Hiroshi Ismael (ur. 19 marca 1936 w Kosrae, zm. 31 lipca 2008 tamże) – mikronezyjski polityk, lekarz i urzędnik, wiceprezydent Mikronezji od 1987 do 1991 roku.
Urodził się na wyspie Kosrae, ale wychowywał się na Pohnpei. Ukończył studia medyczne i pracował jako lekarz oraz wysokiej rangi urzędnik w administracji Powierniczych Wyspy Pacyfiku oraz zasiadał na kierowniczych stanowiskach w administracji lokalnej i przedsiębiorstwach. Od 1987 do 1991 jako pierwszy pełnił funkcję wiceprezydenta kraju u boku Johna Haglelgama.
Po zakończeniu kadencji wycofał się z polityki i powrócił w rodzinne strony. Wkrótce jednak został doradcą gubernatora Kosrae oraz odpowiadał w lokalnej administracji za kwestie opieki zdrowotnej. Został także pastorem. Pod koniec życia zachorował na raka i po nieudanych próbach leczenia na Filipinach powrócił do Mikronezji, gdzie zmarł 31 sierpnia 2008.
Był żonaty z Mitchigo Skilling, z którą miał piątkę dzieci: Greeno, Granta, Loto, Paula, Kenye i Ruth.